# 阳和楼
阳和楼是中国河北正定的标志性建筑，横跨正定城内的历史中轴线燕赵南大街中段，号称“畿南名楼”“镇府巨观”、“九楼之首”。

## 历史
阳和楼始建于金、元之间，明清均有修葺。金元时期的阳和楼曾是元曲创作演艺中心。
1933年，梁思成自北平来到正定考察，“有阳和楼及县文庙两处重要发现”，判断这是一座元代建筑。1966年，阳和楼遭拆除。

## 建筑
阳和楼建于高台上，面阔七间33米，进深两间13.5米，高10米，单檐歇山顶。南面匾额“阳和楼”，北面匾额“广大高明”。其梁架结构颇为精巧，斗拱有许多罕见的特征。两门之间有一座关帝庙。

## 复建
2010年政协委员联名提交提案“复建阳和楼，打造元曲之乡”。2017年，阳和楼在昔日的旧基址上，按梁思成的图片、测绘资料，以1：1比例复建完成。外观严格保持原有风貌，内部则采用现代结构技术。